# شام خميس
شاميران خميس (من مواليد 13 فبراير 1995) هي لاعبة كرة قدم أسترالية تلعب حالياً في فريق Western Sydney Wanderers . لعبت سابقًا مع Sydney FC و Western Sydney Wanderers و Canberra United و Melbourne Victory في الدوري الأسترالي W-League.

## مسيرة النادي
شاركت خميس في أول ظهور احترافي لها مع فريق سيدني إف سي خلال موسم 2011-12 W-League. فازت سيدني ببطولة الدوري W-League 2012-13.  
وقعت خميس مع ويسترن سيدني واندررز لموسم 2014-2015. بعد موسم واحد مع Wanderers، عادت إلى Sydney FC حيث ستبقى لمدة ثلاثة مواسم. وقعت خميس مع كانبيرا يونايتد لموسم 2018–19 W-League. بعد انتقالها في البداية إلى كانبرا كلاعبة احتياطية، انتهى بها الأمر بلعب كل المباريات بعد إصابة ميليسا مايزيلز خلال فترة ما قبل الموسم.
في مارس 2020، ظهرت على مقاعد البدلاء لفريق ملبورن فيكتوري في مباراة واحدة.
ثم انضمت إلى Macarthur Rams.
في سبتمبر 2021، عادت خميس إلى دوري W-League لتنضم مرة أخرى إلى Western Sydney Wanderers. 

## شخصي
شقيقة خميس الكبرى لينا، هي أيضاً لاعبة كرة قدم محترفة في W-League، وهي تلعب في Western Sydney Wanderers. لعبت الأخوات معًا في سيدني إف سي لعدة مواسم.